# Jeroen Zoet
Jeroen Zoet, né le 6 janvier 1991 à Veendam aux Pays-Bas, est un footballeur international néerlandais qui joue au poste de gardien de but à l'AZ Alkmaar.

## Palmarès
- Championnat des Pays-Bas en 2015, 2016 et 2018

## Statistiques
| Saison    | Club          | Pays       | Championnat | Coupes nationales | Coupes d'Europe |
| --------- | ------------- | ---------- | ----------- | ----------------- | --------------- |
| 2009-2010 | PSV Eindhoven | Eredivisie | -           | -                 | -               |
| 2010-2011 | PSV Eindhoven | Eredivisie | -           | -                 | -               |
| 2011-2012 | RKC Waalwijk  | Eredivisie | 34 matchs   | 4 matchs          | -               |
| 2012-2013 | RKC Waalwijk  | Eredivisie | 33 matchs   | 2 matchs          | -               |
| 2013-2014 | PSV Eindhoven | Eredivisie | 29 matchs   | -                 | 7 matchs        |
| 2014-2015 | PSV Eindhoven | Eredivisie | 32 matchs   | -                 | 9 matchs        |

Dernière mise à jour le 27 mai 2015